# Previziuni și pregătiri pandemice înainte de pandemia COVID-19
Planificarea și pregătirea pentru pandemii au avut loc în țări și organizații internaționale. Organizația Mondială a Sănătății redactează recomandări și orientări, deși nu există un mecanism susținut de examinare a pregătirii țărilor pentru epidemii și a capacității lor de reacție rapidă. Acțiunile naționale depind de guvernele naționale. În 2005-2006, înainte de pandemia de gripă porcină din 2009 și pe parcursul deceniului care a urmat, guvernele din Statele Unite, Franța, Regatul Unit și altele au gestionat stocurile strategice de echipamente de sănătate, dar au redus adesea stocurile după pandemia din 2009 pentru a reduce costurile.
O analiză din iunie 2018 a afirmat că planurile de pandemie de pretutindeni au fost inadecvate, deoarece virușii naturali pot apărea cu rate de mortalitate de peste 50 %, dar profesioniștii din domeniul sănătății și factorii de decizie politică au planificat ca și cum pandemiile nu ar depăși niciodată rata de mortalitate de 2,5 % a pandemiei de gripă spaniolă din 1918. În anii premergători pandemiei COVID-19, mai multe guverne au desfășurat exerciții demonstrative (inclusiv Crimson Contagion) care au demonstrat că majoritatea țărilor nu vor fi suficient de pregătite. Nici guvernele, nici marile întreprinderi nu au luat măsuri. Mai multe rapoarte au subliniat incapacitatea guvernelor naționale de a învăța din focarele de boală, epidemiile și pandemiile anterioare. Richard Horton, redactor-șef al revistei The Lancet, a descris "răspunsul global la SARS-CoV-2 [ca fiind] cel mai mare eșec al politicii științifice din ultima generație".
Epidemiile timpurii din Hubei, Italia și Spania au arătat că sistemele de sănătate ale mai multor țări bogate au fost copleșite. În țările în curs de dezvoltare, cu o infrastructură medicală mai slabă, cu echipamente pentru paturi de terapie intensivă și alte nevoi medicale, se aștepta ca lipsurile să apară mai devreme.

## Internațional
Organizația Mondială a Sănătății (OMS) și Banca Mondială au avertizat cu privire la riscul de pandemie pe parcursul anilor 2000 și 2010, în special după epidemia de SARS din 2002-2004. Consiliul de monitorizare a pregătirii globale a publicat primul său raport la sfârșitul anului 2019. Inițiativele private au sensibilizat, de asemenea, cu privire la amenințările pandemice și la necesitatea unei mai bune pregătiri. În 2018, OMS a inventat termenul "boala X", care "reprezintă cunoașterea faptului că o epidemie internațională gravă ar putea fi cauzată de un agent patogen care nu este în prezent cunoscut ca fiind cauza bolilor umane", pentru a concentra cercetarea și dezvoltarea asupra candidaților probabili pentru următoarea pandemie, necunoscută la momentul respectiv.
Diviziunile internaționale și lipsa unei colaborări adecvate au limitat gradul de pregătire. Proiectul de pregătire a OMS pentru gripa pandemică a avut un buget de 39 de milioane de dolari pe doi ani, din bugetul OMS pentru 2020-2021 de 4,8 miliarde de dolari.
O serie de organizații au fost implicate ani de zile în pregătirea lumii pentru epidemii și pandemii. Printre acestea se numără Coalition for Epidemic Preparedness Innovations (Coaliția pentru inovații în pregătirea pentru epidemii), cofondată de Fundația Bill & Melinda Gates, Wellcome Trust și Comisia Europeană. Din 2017, Coaliția a încercat să producă o abordare de platformă pentru a face față bolilor epidemice emergente, cum ar fi COVID-19, care ar permite dezvoltarea rapidă a vaccinurilor și cercetarea imunității ca răspuns la focare.
Țările == ==

### Franța
În urma avertismentelor și a unei pregătiri sporite în anii 2000, pandemia de gripă porcină din 2009 a dus la reacții antipandemice rapide în rândul țărilor occidentale. Tulpina de virus H1N1/09 cu simptome ușoare și letalitate scăzută a dus în cele din urmă la o reacție negativă față de reactivitatea excesivă a sectorului public, față de cheltuielile și față de costul ridicat al vaccinului antigripal din 2009. În anii următori, stocurile strategice naționale de echipamente medicale nu au fost reînnoite în mod sistematic. În Franța, achiziția de măști, vaccinuri și altele pentru H1N1, în valoare de 382 de milioane de euro, sub responsabilitatea ministrului sănătății Roselyne Bachelot, a fost criticată pe scară largă.
În 2011, autoritățile sanitare franceze au decis să nu-și refacă stocurile pentru a reduce costurile de achiziție și de depozitare și să se bazeze mai mult pe aprovizionarea din China și pe logistica just-in-time și să distribuie responsabilitatea către companii private în mod opțional. Stocul strategic francez a scăzut în această perioadă de la un miliard de măști chirurgicale și 600 de milioane de măști FFP2 în 2010 la 150 de milioane și, respectiv, zero, la începutul anului 2020.

### Regatul Unit
Simulări ale unor pandemii de tip gripal au fost efectuate de trusturile din cadrul Serviciului Național de Sănătate (NHS) din Regatul Unit începând cu epidemia de gripă H5N1 ("gripa aviară") din 2007. Russell King, manager de reziliență în cadrul NHS la acea vreme, a declarat că "Cabinet Office a identificat disponibilitatea și distribuția de PPE [echipament de protecție personală] ca fiind un punct de presiune în cazul unei pandemii".
Exercițiul Cygnus a fost un exercițiu de simulare de trei zile desfășurat de NHS England în octombrie 2016 pentru a estima impactul unei pandemii ipotetice de gripă H2N2 asupra Regatului Unit. Acesta a fost efectuat de Public Health England, reprezentând Departamentul de Sănătate și Asistență Socială. Au participat douăsprezece departamente guvernamentale din Scoția, Țara Galilor și Irlanda de Nord, precum și forumuri locale de reziliență (LRF). Peste 950 de lucrători din aceste organizații, din penitenciare și din administrația locală sau centrală au fost implicați pe parcursul celor trei zile de simulare, iar capacitatea lor de a face față în situații de stres medical ridicat a fost testată. Participanții au fost plasați în cea de-a șaptea săptămână a pandemiei - vârful crizei, când există cea mai mare cerere de asistență medicală. În acest stadiu, se estimează că 50% din populație a fost infectată, iar aproape 400.000 de persoane au murit. Situația ipotetică era că vaccinul fusese fabricat și cumpărat, dar nu fusese încă livrat în Marea Britanie. Oficialii din spitale și din serviciile sociale trebuiau să elaboreze planuri de urgență care să gestioneze presiunea asupra resurselor, în timp ce oficialii guvernamentali erau expuși unor situații care necesitau luarea rapidă a deciziilor. Pentru a face situația mai realistă, au fost organizate întâlniri COBRA între miniștri și oficiali. Au fost folosite posturi de știri simulate și rețele de socializare pentru a oferi actualizări fictive. Pe site-ul web al guvernului britanic privind pregătirea pentru pandemii se menționează că exercițiul nu a fost conceput pentru a gestiona viitoarele pandemii de natură diferită și nici pentru a stabili ce măsuri trebuie adoptate pentru a evita transmiterea pe scară largă.
Rezultatele exercițiului au arătat că pandemia ar fi provocat colapsul sistemului de sănătate al țării din cauza lipsei de resurse, Sally Davies, medicul-șef de la acea vreme, declarând că lipsa ventilatoarelor medicale și logistica eliminării cadavrelor erau probleme grave. Rezultatele complete ale exercițiului au fost inițial clasificate, dar ulterior au fost făcute publice în urma unei anchete publice și a presiunilor. În noiembrie 2020, guvernul britanic a declarat că toate lecțiile identificate au fost discutate în consecință și luate în considerare în mod corespunzător pentru planurile sale de pregătire în caz de pandemie.
Daily Telegraph a relatat că o sursă guvernamentală a declarat că rezultatele simulării au fost "prea terifiante" pentru a fi dezvăluite. Potrivit The Telegraph, exercițiul a condus la presupunerea că o abordare bazată pe "imunitatea de turmă" ar fi cel mai bun răspuns la o epidemie similară. Un raport parțial al rezultatelor a fost publicat ulterior de ziarul britanic The Guardian, ceea ce a dus la nemulțumirea publicului cu privire la modul în care a fost gestionat. În mai 2020, în cadrul unui interviu acordat de The Guardian, Martin Green, directorul executiv al Care England, una dintre cele mai mari companii private de îngrijire la domiciliu din Marea Britanie, a declarat că guvernul nu a avertizat anterior sectoarele private de sănătate cu privire la lipsa de capacitate în cazul în care ar apărea o pandemie.
Exercițiul Alice a fost un exercițiu britanic de modelare a pandemiei de coronavirus MERS din 2016, la care au participat oficiali de la Public Health England și de la Department of Health and Social Care. Moosa Qureshi, un consultant spitalicesc care a obținut informațiile nedivulgate anterior despre Alice în 2021, a declarat că exercițiul "ar fi trebuit să ne pregătească pentru un virus cu o perioadă de incubație mai lungă decât cea a gripei, care poate supraviețui pe suprafețele contaminate mult mai mult decât gripa, care necesită niveluri ridicate de protecție pentru lucrătorii din domeniul sănătății și împotriva căruia nu a putut fi vaccinat înainte de un al doilea val. Acest lucru ar fi trebuit să ducă la strategii diferite în ceea ce privește EPI și carantina față de o strategie privind gripa."
Richard Horton, redactorul-șef al revistei The Lancet, a sugerat că politicile de austeritate economică au jucat un rol în faptul că Marea Britanie "nu a reușit să acționeze pe baza lecțiilor" învățate în urma epidemiei de SARS din 2002-2004 și că Regatul Unit a fost "slab pregătit" pentru pandemia COVID-19. O investigație pentru The Guardian a arătat că privatizarea și reducerile, precum și faptul că guvernul s-a bazat pe contractori privați în timpul pandemiei COVID-19 au "expus" Anglia la acest virus: "o infrastructură care a fost cândva instituită pentru a răspunde la crizele de sănătate publică a fost fracturată și, în unele locuri, demolată de politicile introduse de recentele guverne conservatoare, cu unele schimbări care datează încă din anii în care laburiștii au fost la putere".

### Statele Unite ale Americii
Potrivit Indexului global de securitate sanitară, o evaluare americano-britanică care clasifică capacitățile de securitate sanitară din 195 de țări, SUA a fost în 2020 națiunea "cea mai pregătită" aceste evaluări se bazează pe șase categorii. Principalele categorii care se leagă de pandemia COVID-19 sunt:: Răspuns rapid, Sistem de sănătate și Prevenire. În pofida acestei evaluări, Statele Unite nu au reușit să pregătească stocurile critice pe care exercițiile de planificare pe care le preconizau ca fiind necesare și nu și-au respectat propriile documente de planificare atunci când au executat răspunsul la pandemia COVID-19.

#### Rapoarte care prevăd pandemii globale
Statele Unite au fost supuse unor pandemii și epidemii de-a lungul istoriei sale, inclusiv gripa spaniolă din 1918, care a avut un număr estimat de 550.000 de morți, gripa asiatică din 1957, care a avut un număr estimat de 70.000 de morți, și gripa din Hong Kong din 1968, care a avut un număr estimat de 100.000 de morți. În cea mai recentă pandemie dinaintea COVID-19, pandemia de gripă porcină din 2009 a luat viața a peste 12.000 de americani și a spitalizat alți 270.000 pe parcursul a aproximativ un an.
Comunitatea de informații a Statelor Unite, în raportul său anual de evaluare a amenințărilor la nivel mondial din 2017 și 2018, a afirmat că, dacă un coronavirus înrudit ar "dobândi o transmisibilitate eficientă de la om la om", acesta ar avea "potențial pandemic". Raportul de evaluare a amenințărilor la nivel mondial din 2018 a afirmat, de asemenea, că noile tipuri de microbi care sunt "ușor transmisibile între oameni" rămân "o amenințare majoră". În mod similar, Evaluarea amenințărilor la nivel mondial din 2019 a avertizat că "Statele Unite și lumea vor rămâne vulnerabile la următoarea pandemie de gripă sau la o epidemie pe scară largă a unei boli contagioase care ar putea duce la rate masive de deces și invaliditate, ar putea afecta grav economia mondială, ar putea solicita resurse internaționale și ar putea crește numărul de solicitări de sprijin din partea Statelor Unite".

#### Planuri și orientări actualizate
Guvernul SUA și-a actualizat planul de pandemie și orientările publice în aprilie 2017. În ianuarie 2017, acesta își actualizase estimarea privind deficitul de resurse și o listă de aspecte pe care guvernul SUA trebuie să le ia în considerare (numită playbook). Planul și orientările au fost publice. Estimarea resurselor și lista de probleme nu erau publice, deși nu erau clasificate, iar reporterii le-au obținut și le-au făcut publice.
Estimarea de către armată a lipsei de resurse din ianuarie 2017 menționa "Deficiențe și vulnerabilități... lipsa infrastructurii și a PPE... și teste de confirmare de laborator limitate...". Sistemele medicale pot fi copleșite de o creștere dramatică a numărului de pacienți. Disponibilitatea personalului poate fi, de asemenea, limitată pe măsură ce personalul medical se infectează". În ultimul an al administrației lui George W. Bush, Biomedical Advanced Research and Development Authority (o divizie a Departamentului de Sănătate și Servicii Umane) "a estimat că 70.000 de aparate [ventilatoare] suplimentare ar fi necesare în cazul unei pandemii moderate de gripă".
Lista de probleme, sau cartea de joc, acoperea atât condițiile normale, cât și cele pandemice. În condiții normale, nu s-a discutat despre estimarea și constituirea de stocuri pentru a fi utilizate în situații de urgență. În Statele Unite; stocul de măști din Rezerva Națională Strategică folosit împotriva pandemiei de gripă din 2009 nu a fost refăcut nici de administrația Obama, nici de administrația Trump.
Orientările din 2017 notează că a fost nevoie de opt luni pentru ca un vaccin împotriva virusului gripei porcine H1N1pdm09 din 2009 să fie disponibil pentru distribuție la sfârșitul anului 2009. Un vaccin pentru virusul SARS din 2003 a avut nevoie de 13 ani pentru a fi dezvoltat și a fost pregătit pentru teste pe oameni în 2016, care nu au avut loc încă. Un vaccin pentru virusul MERS din 2009 a avut nevoie de zece ani pentru a fi dezvoltat și a început testele pe oameni în 2019. Cu toate acestea, orientările au afirmat că ar fi nevoie de doar șase luni pentru a dezvolta și distribui un vaccin pentru următoarea pandemie, spunând școlilor și grădinițelor că ar putea fi nevoie să închidă în acest timp. Cu toate acestea, liniile directoare au spus întreprinderilor să se aștepte la doar până la două săptămâni de închidere a școlilor, spunând că angajații ar putea fi nevoiți să stea acasă două săptămâni cu copiii lor.
Orientările nu se așteptau la nicio închidere de întreprinderi, deși studiile au prezis de mult timp scăderi de 80% în domeniul artelor, divertismentului și recreerii și de 5% până la 10% în alte activități economice pe parcursul unui an, cu scăderi mai severe în lunile de vârf. Studiile de pregătire pentru pandemie nu au abordat măsurile guvernamentale de ajutorare a întreprinderilor și nici calea de redresare.
Liniile directoare au anticipat că "în timpul unei pandemii, infecția într-o zonă localizată poate dura aproximativ șase până la opt săptămâni".
Orientările din 2017 enumerau măsurile care ar putea avea loc, până la izolarea voluntară la domiciliu a persoanelor bolnave și carantina voluntară la domiciliu a contacților acestora timp de până la trei zile. Nu a existat nicio discuție sau planificare pentru închiderea întreprinderilor sau pentru a ordona oamenilor să rămână acasă, ceea ce ar putea explica întârzierile oficialilor în a decide cu privire la ordinele de a rămâne acasă în pandemia COVID-19 din 2020 și lipsa de pregătire pentru a distinge lucrătorii neesențiali de cei esențiali și pentru a proteja lucrătorii esențiali. În pandemia de gripă din 1918, multe orașe au închis cel puțin baruri, pentru o perioadă de până la șase săptămâni, iar majoritatea orașelor au dispus izolarea și carantina obligatorie a persoanelor bolnave și a contacților acestora. Orașele cu cele mai severe închideri au avut cea mai bună redresare economică. 

Orientările au spus întreprinderilor să fie pregătite să țină lucrătorii la o distanță de 1,5 metri unul de celălalt, deși liniile directoare au precizat că tusea și strănutul pot transmite viruși la 2,5 metri. Cercetările arată că strănutul poate trimite picături la 6 metri și că acestea se pot depune în sistemele de ventilație.  Orientările nu au luat în considerare distanțele dintre clienți sau dintre aceștia și lucrători.
De la sfârșitul Războiului Rece, Rusia a condus campanii de dezinformare pentru a crește neîncrederea în autoritățile de sănătate publică și pentru a spune că pandemia de SIDA, pandemia de gripă porcină din 2009, epidemiile de Ebola și pandemia COVID-19 au fost arme biologice create de americani.

#### Reorganizare și plecări
În mai 2018, consilierul pe probleme de securitate națională John Bolton a reorganizat Consiliul de Securitate Națională al Statelor Unite (NSC) din cadrul executivului, fuzionând în mare parte grupul responsabil cu securitatea sanitară globală și bioapărarea - înființat de administrația Obama în urma epidemiei de ebola din 2014 - într-un grup mai mare responsabil cu contraproliferarea și bioapărarea. Odată cu reorganizarea, liderul grupului de securitate sanitară globală și bioapărare, contraamiralul Timothy Ziemer, a plecat pentru a se alătura unei alte agenții federale, în timp ce Tim Morrison a devenit liderul grupului combinat. Criticii acestei reorganizări s-au referit la ea ca la "desființarea" unui grup de pregătire pentru pandemii.
După izbucnirea epidemiei de coronavirus, reporterii l-au întrebat în mod repetat pe Trump despre această reorganizare, iar Trump a oferit răspunsuri contradictorii. La 6 martie 2020, când a fost întrebat la o conferință de presă dacă va "regândi" alegerea din 2018 de a nu avea un birou de pregătire pentru pandemii, Trump a dat de înțeles că reorganizarea a fost o alegere rezonabilă la momentul respectiv, deoarece "nu poți crede niciodată că [o pandemie] se va întâmpla cu adevărat... cine ar fi crezut că vom avea chiar și acest subiect?". Pe 13 martie, când corespondentul PBS NewsHour la Casa Albă, Yamiche Alcindor, a întrebat-o dacă reorganizarea a împiedicat răspunsul guvernului la epidemia de coronavirus, Trump i-a reproșat că a pus o "întrebare urâtă" și a adăugat: "Nu am făcut-o eu ... Desființarea, nu, nu știu nimic despre asta ... Este administrația, poate că ei fac asta, lasă oamenii să plece ... se întâmplă astfel de lucruri". La 1 aprilie, jurnalistul John Roberts de la Fox News a început o întrebare prin a spune "ați eliminat biroul pentru pandemii din cadrul Consiliului Național de Securitate", iar Trump a răspuns: "Nu am făcut asta", calificând acuzația de patru ori drept "falsă", dar fără a da mai multe detalii. Începând din iulie 2020, administrația a planificat să creeze un nou birou de pregătire pentru pandemii în cadrul Departamentului de Stat.
Tot în 2018, consilierul pentru securitate internă Tom Bossert a părăsit administrația, se pare că la cererea lui Bolton. Bossert ajutase la crearea planurilor de bioapărare ale administrației Trump și era responsabilitatea sa să coordoneze răspunsul guvernului în cazul unei crize biologice. Succesorul lui Bossert, Doug Fears, și succesorul lui Fears, Peter J. Brown, au preluat responsabilitățile de bioapărare ale DHS. Bloomberg News a raportat în ianuarie 2020 că bioapărarea era până atunci o parte "mai puțin proeminentă" a responsabilităților consilierului pentru securitate internă. Într-o altă plecare, Luciana Borio, directorul Consiliului de Securitate Națională pentru pregătirea medicală și de bioapărare, și-a părăsit postul în martie 2019. The Washington Post a relatat în martie 2020 că Casa Albă nu a confirmat identitatea înlocuitorului lui Borio.
Reuters a relatat în martie 2020 că, în anii de dinaintea epidemiei de coronavirus, administrația Trump a redus drastic numărul de angajați care lucrau în biroul din Beijing al CDC din SUA de la 47 la 14 persoane. Potrivit Reuters, unul dintre angajații eliminați în iulie 2019 instruia epidemiologii chinezi de pe teren pentru a răspunde la focarele de boală din focarele lor. Trump a susținut că raportul privind eliminarea formatorului a fost "100% greșit", dar CDC SUA a recunoscut că raportul este adevărat. Administrația Trump a confirmat, de asemenea, că a închis birourile din Beijing ale Fundației Naționale pentru Știință (NSF) și ale Agenției Statelor Unite pentru Dezvoltare Internațională (USAID); aceste birouri au fost conduse fiecare de un singur oficial american. În plus, administrația Trump a recunoscut că a eliminat un post de conducere de la biroul din Beijing al Departamentului american al Agriculturii; Reuters a relatat că postul respectiv supraveghea un program de monitorizare a bolilor animalelor.
De asemenea, administrația Trump a pus capăt finanțării programului PREDICT de alertă timpurie în caz de pandemie în China, care a instruit și sprijinit personalul din 60 de laboratoare străine, activitatea pe teren încetând în septembrie 2019. Oamenii de știință însărcinați cu identificarea potențialelor pandemii erau deja prea mult și prea puțin solicitați.

#### Eforturi pentru îmbunătățirea aprovizionării cu măști și ventilatoare
Din 2015, guvernul federal a cheltuit 9,8 milioane de dolari pe două proiecte pentru a preveni o penurie de măști, dar a abandonat ambele proiecte înainte de finalizare. Un al doilea contract BARDA a fost semnat cu Applied Research Associates din Albuquerque, pentru a proiecta o mască cu grad N95 care ar putea fi reutilizată în situații de urgență fără a-și reduce eficacitatea. Deși rapoartele federale au solicitat un astfel de proiect încă din 2006, contractul cu ARA a fost semnat abia în 2017 și a ratat termenul de finalizare de 15 luni, ceea ce a făcut ca pandemia din 2020 să ajungă în Statele Unite înainte ca proiectul să fie gata.
Epidemiile respiratorii anterioare și planificarea guvernamentală indicau necesitatea unui stoc de ventilatoare care să fie mai ușor de utilizat de către personalul medical mai puțin instruit. Proiectul Aura al BARDA a lansat o cerere de propuneri în 2008, cu scopul de a obține aprobarea FDA în 2010 sau 2011. Un contract pentru producția a până la 40.000 de ventilatoare a fost atribuit companiei Newport Medical Instruments, un mic producător de ventilatoare, cu un preț țintă de 3.000 de dolari, mult mai mic decât cel al aparatelor mai complicate care costă peste 10.000 de dolari, iar aceasta a produs prototipuri, având ca țintă aprobarea FDA în 2013. Covidien a cumpărat NMI și, după ce a cerut mai mulți bani pentru a finaliza proiectul (ceea ce a dus costul total la aproximativ 8 milioane de dolari), a cerut guvernului să anuleze contractul, spunând că nu este profitabil. Guvernul a acordat un nou contract de 13,8 milioane de dolari companiei Philips, în 2014. Proiectul pentru Trilogy Evo Universal a obținut aprobarea FDA în iulie 2019. Guvernul a comandat 10.000 de ventilatoare în septembrie 2019, cu un termen limită la jumătatea anului 2020 pentru primele livrări și un termen limită de 2022 pentru a finaliza toate cele 10.000. În ciuda începerii epidemiei în decembrie, a capacității companiei de a fi produs suficient pentru a îndeplini întreaga comandă și a capacității guvernului de a forța o producție mai rapidă, guvernul nu a ajuns la un acord cu Philips pentru livrarea accelerată până la 10 martie 2020. Până la jumătatea lunii martie, nevoia de mai multe ventilatoare devenise imediată și, chiar și în absența unor contracte guvernamentale, alți producători au anunțat planuri de a produce multe zeci de mii de aparate. Între timp, Philips a vândut o versiune comercială, Trilogy Evo, la prețuri mult mai mari, ceea ce a făcut ca la 15 martie să rămână doar 12.700 de aparate în stocul național strategic.
În comparație cu suma mică de bani cheltuită pentru proviziile recomandate pentru o pandemie, miliarde de dolari fuseseră cheltuite de Rezerva Națională Strategică pentru a crea și stoca un vaccin pentru antrax și suficiente vaccinuri împotriva variolei pentru întreaga țară.

#### Strategii potențiale de răspuns
În 2016, NSC a prezentat strategii și recomandări în caz de pandemie, printre care se numărau măsuri rapide pentru a detecta pe deplin potențialele focare, asigurarea unei finanțări suplimentare, luarea în considerare a invocării Legii privind producția de apărare și asigurarea unui echipament de protecție suficient de disponibil pentru lucrătorii din domeniul sănătății. Administrația Trump a fost informată cu privire la acestea în 2017, dar a refuzat să le facă politică oficială.